# Consumo episódico excessivo de álcool
O consumo episódico excessivo de álcool, conhecido popularmente pelo termo em inglês binge drinking, é o consumo de álcool igual ou superior a 6 bebidas padrão no homem e 5 bebidas padrão na mulher, numa só ocasião, no espaço de duas horas. A prática é realizada com o objetivo de obter rapidamente uma intoxicação alcoólica. O consumo episódio excessivo de álcool é uma prática popular entre os adolescentes e jovens adultos de vários países e é geralmente feita em grupos. No entanto, o grau de intoxicação varia entre as diversas culturas.
O consumo episódico excessivo é considerado um grave problema de saúde pública Esta prática está associada a vários problemas de saúde a longo prazo e a elevados custos sociais e económicos. O consumo episódico excessivo recorrente está associado a efeitos adversos nos sistemas neurológico, cardíaco, gastrointestinal, hematológico, imunitário e músculo-esquelético, bem como ao aumento do risco de perturbações mentais induzidas pelo consumo de álcool. Nos Estados Unidos, onde até um terço dos adolescentes pratica binge drinking, cerca de 6% desenvolve perturbações por abuso de substâncias induzidas pelo álcool. Durante a gravidez, o consumo episódico excessivo de álcool pode resultar em síndrome alcoólico fetal e perturbações do espectro alcoólico fetal. Durante a adolescência, esta prática está associada a outros comportamentos de risco, como aumento dos acidentes rodoviários, comportamento violento e suicídio. Quanto maior a frequência ou quanto mais cedo um adolescente incorre nesta prática, maior é a probabilidade de desenvolver uma perturbação por abuso de álcool, incluindo alcoolismo. Grande parte dos adolescentes que pratica bing drinking também consome outras substâncias psicotrópicas.